# Guinea Equatorial
|  | Per a altres significats, vegeu «Guinea (desambiguació)». |

Guinea Equatorial és una república de l'Àfrica central, l'antiga Guinea Espanyola.
Es compon de la part continental, anomenada Mbini o Río Muni, que limita al nord amb el Camerun, a l'est i al sud amb el Gabon i a l'oest amb l'oceà Atlàntic, i inclou les illes adjacents de Corisco, Elobey Grande i Elobey Chico, situades davant la costa gabonesa; i per les illes atlàntiques de Bioko (l'antiga Fernando Poo), que es troba a uns 40 km de la costa del Camerun, i Annobón, situada a 595 km al sud-oest de Bioko.
Té una extensió de 28.051 km² i una població total d'1.225.377 habitants l'any 2015. La capital és Malabo, antiga Santa Isabel, a l'illa de Bioko, amb 187.302 habitants (2012). A la part continental es troba el port de Bata, la ciutat principal, amb vora 250.770 habitants.
Guinea Equatorial es va independitzar d'Espanya el 12 d'octubre de 1968, però manté el castellà com a llengua oficial al costat del francès, i des del 2010 el portuguès. És l'únic país africà on el castellà és una de les llengües oficials.
D'acord amb l'Informe de 2016 sobre Desenvolupament Humà de les Nacions Unides, Guinea Equatorial tenia un Producte Intern Brut per capita de 21.517 dòlars el 2015, un dels més alts en la classificació de riquesa a l'Àfrica. No obstant això, és un dels països més desiguals del món segons l'índex de Gini i el 70% dels equatoguineans viuen amb un dòlar al dia.

## Història

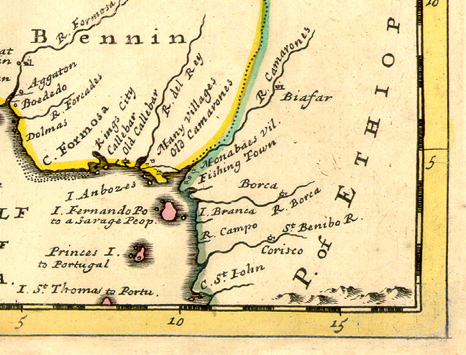
Mapa de 1729 mostrant l'àrea geogràfica del golf de Guinea

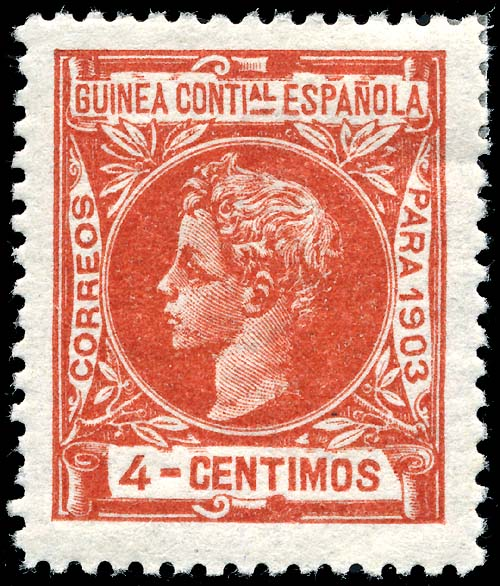
Segell postal de la Guinea Continental Espanyola (1903)

L'illa de Bioko fou descoberta el 1471 per l'explorador portuguès Fernão do Poo, també conegut pel nom espanyol de Fernando Poo, quan cercava una ruta cap a l'Índia. Va anomenar l'illa Flor Formosa, però aviat va agafar el nom del descobridor europeu. Les illes de Fernando Poo i Annobón foren colonitzades pels portuguesos el 1474. Els portuguesos en van mantenir el control fins al 1778, quan les illes i els drets comercials amb el continent africà entre els rius Níger i Ogooué foren cedits a Espanya en canvi de territori a l'Amèrica del Sud pel Tractat del Pardo. De 1827 a 1843, la Gran Bretanya va establir una base a l'illa per combatre el tràfic d'esclaus. La part continental, Río Muni, va esdevenir un protectorat britànic el 1885 i una colònia el 1900. La part continental fou reclamada des d'aleshores per Espanya, que en va regir l'administració durant alguns períodes. Entre 1926 i 1959, tant Fernando Poo com Río Muni van formar la colònia de la Guinea Espanyola.
El 1959, els territoris espanyols del golf de Guinea van adquirir l'estatus de províncies espanyoles ultramarines, similar al de les províncies metropolitanes. Per la Llei de 30 de juliol de 1959, van adoptar oficialment la denominació de Regió Equatorial Espanyola i es va organitzar en dues províncies: Fernando Poo i Riu Muni. Com a tal regió, va ser regida per un governador general que exercia tots els poders civils i militars. Les primeres eleccions locals es van celebrar el 1959, i es van triar els primers procuradors en corts equatoguineans. El 15 de desembre de 1963, el Govern espanyol va sotmetre a referèndum entre la població d'aquestes dues províncies, un projecte de Bases sobre Autonomia, que va ser aprovat per aclaparadora majoria. En conseqüència, aquests territoris van ser dotats d'autonomia i adoptaren oficialment el nom de Guinea Equatorial, amb òrgans comuns a tot el territori (Assemblea General, Consell de Govern i Comissari General) i organismes propis de cada província.
A destacar que, tot i que rep el nom d'Equatorial des de 1959, la línia de l'equador no passa en cap moment sobre territori de Guinea Equatorial, sinó que transcorre aproximadament a mig camí entre Mbini i la petita illa d'Annobon.
El novembre de 1965, la IV Comissió de l'Assemblea de l'ONU, va aprovar un projecte de resolució en què es demanava a Espanya que fixés com més aviat millor la data per a la independència de Guinea Equatorial. El desembre de 1966 el Consell de Ministres del Govern espanyol acordà preparar la Conferència Constitucional. L'octubre de 1967 es va inaugurar la Conferència, presidida per Fernando María Castiella, ministre espanyol d'Afers Exteriors. Al capdavant de la delegació guineana figurava Federico Ngomo.
La independència de Guinea Equatorial d'Espanya es va proclamar el 12 d'octubre de 1968, durant l'Onzè Govern d'Espanya durant la dictadura franquista, com a part del procés de descolonització d'Àfrica recolzat per les Nacions Unides. Des de llavors, el país ha tingut un règim autocràtic dirigit per dos líders: Francisco Macías Nguema, antic batlle de Mongomo sota el govern colonial espanyol, i el seu nebot Teodoro Obiang Nguema Mbasogo, que va protagonitzar un cop d'estat militar, va executar el seu oncle i és al govern des del 1979.

## Geografia

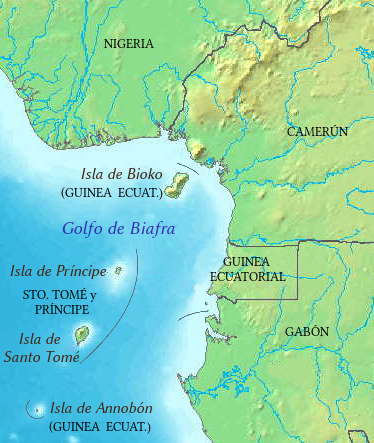
Mapa de Guinea Equatorial

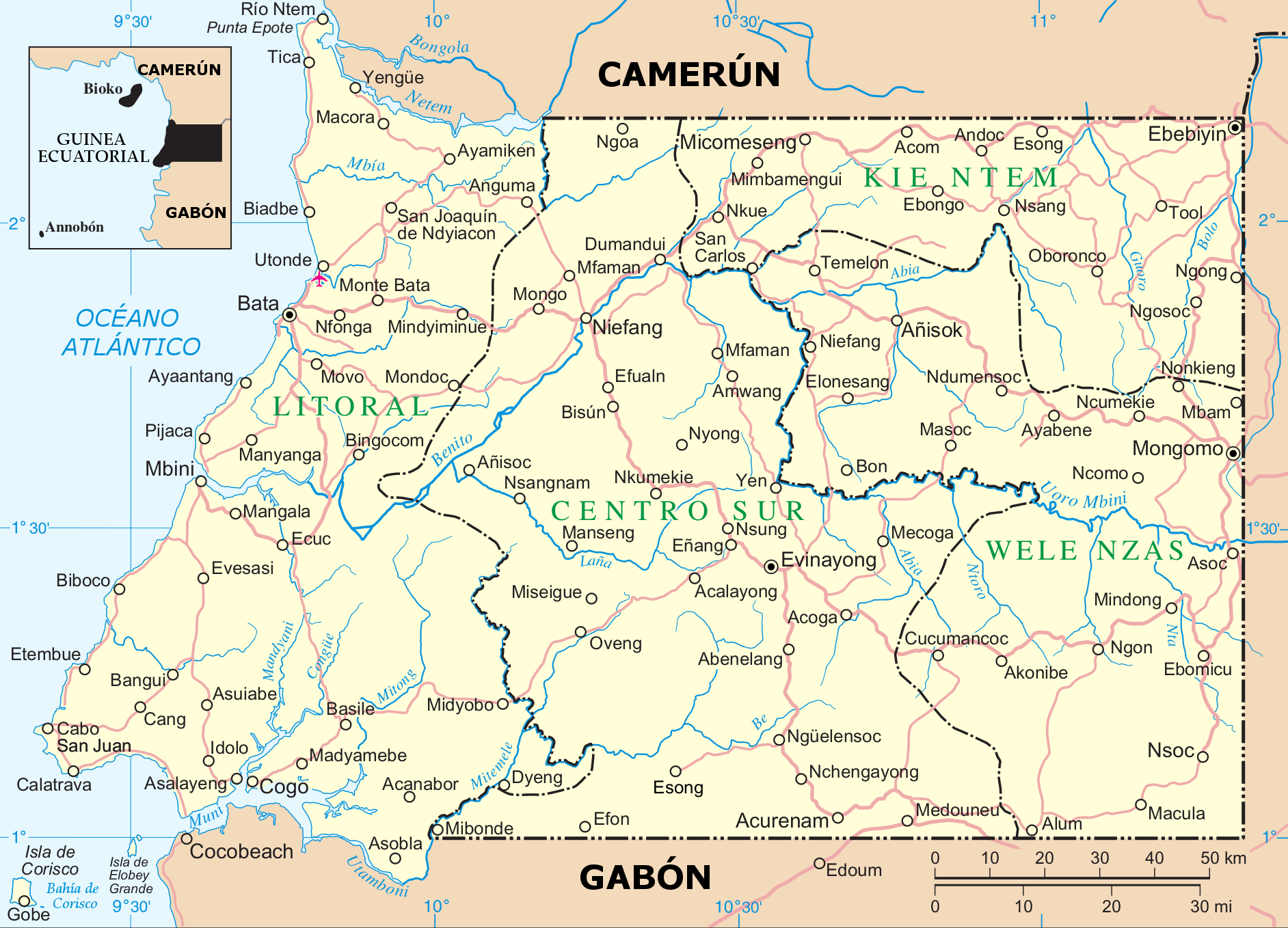
Mapa de Mbini

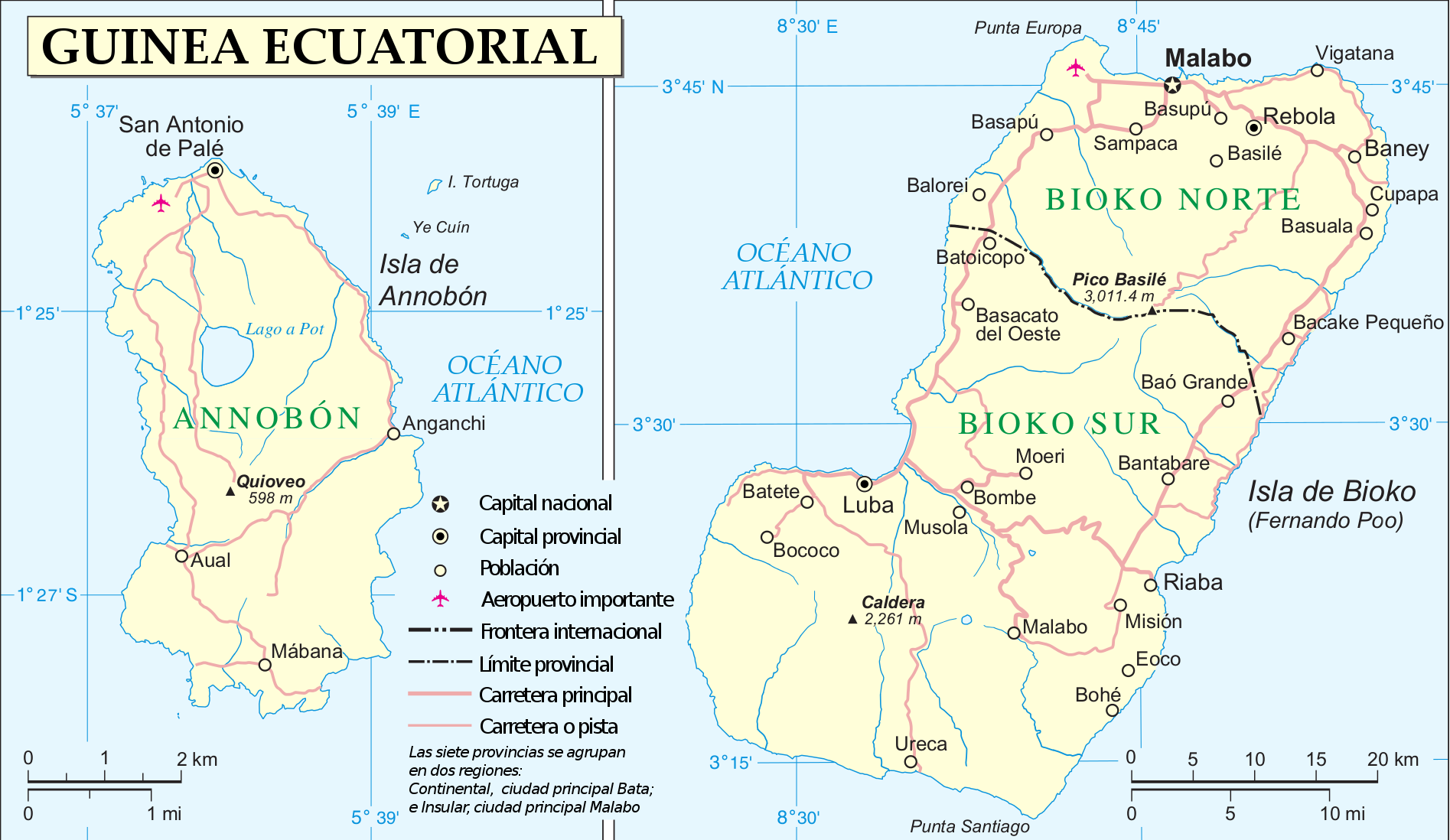
Mapa d'Annobón i Bioko

Guinea Equatorial és un país petit situat a la part equatorial d'Àfrica. Consta d'un territori continental de 26.017 km², denominat Regió Continental o Mbini (antigament Río Muni), que limita al nord amb el Camerun, a l'est i sud amb Gabon i a l'oest amb l'ocèa Atlàntic; i d'un altre denominat Regió Insular de 2.034 km² format per les illes de Bioko (antiga Fernando Poo) on es troba la capital, Malabo, d'Annobón (al sud de São Tomé i Príncipe, anomenada Pagalú durant la dictadura de Macías), i de les illes ubicades a la badia de Corisco: Corisco, Elobey Grande, Elobey Chico i algunes altres illes més petites.
Mbini comprèn una franja costanera plana, que s'accidenta cap a l'interior, on es troba una sèrie de serralades muntanyoses anomenades les Set Muntanyes. El terreny està suaument ondulat i cobert per vegetació selvàtica. Al voltant del 60 % de l'àrea pertany a la conca del riu Mbini (abans anomenat Benito).
L'illa més important és Bioko (2.017 km²) i està situada al nord de la part continental, a 40 km de la costa del Camerun a la badia de Bonny, una secció del golf de Guinea. L'illa, d'origen volcànic, és muntanyosa i molt boscosa, amb una costa escarpada i rocosa (de 195 km) en què quan puja la marea amaga les platges. Hi ha ports a Malabo i Luba. La seva elevació màxima és el pic de Santa Isabel, també conegut com a pic Basilé, a 3.008 m d'alçada. L'illa compta amb sòls volcànics fèrtils (on es conrea cacau) i diversos rius; els llacs es troben generalment a les muntanyes.
L'illa d'Annobón (18 km²), anomenada així perquè va ser descoberta el dia d'Any Nou del 1472, està situada a uns 640 km al sud-oest de la costa de Gabon i a 595 al sud-oest de Bioko.
Les illes de la badia de Corisco formen part de la municipalitat de Corisco, la qual es troba a 25 km de l'estuari del riu Muni, mentre que els Elobeyes estan a menys de 10 km de Gabon.
Més del 45 % del territori és forestal (46,2 %) i està format per boscs tropicals, en què destaca llur biodiversitat. Malgrat els beneficis que produeix el petroli, la superfície agrària està augmentant amb la consegüent deforestació (8,2 %).

### Illes
| Número | Illa          | Superfície (km²) | Població    | Província            | Coordenades                          |
| ------ | ------------- | ---------------- | ----------- | -------------------- | ------------------------------------ |
| 1      | Bioko         | 2017             | 592 066     | Bioko Nord Bioko Sud | 3° 30′ N, 8° 42′ E / 3.500°N,8.700°E |
| 2      | Annobón       | 17               | 20 741      | Annobón              | 1° 26′ S, 5° 38′ E / 1.433°S,5.633°E |
| 3      | Corisco       | 15               | 1004        | Litoral              | 0° 55′ N, 9° 19′ E / 0.917°N,9.317°E |
| 4      | Elobey Grande | 2,27             | deshabitada | Litoral              | 0° 59′ N, 9° 30′ E / 0.983°N,9.500°E |
| 5      | Elobey Chico  | 0,19             | deshabitada | Litoral              | 1° 00′ N, 9° 31′ E / 1.000°N,9.517°E |

### Clima
Guinea Equatorial té un clima equatorial. La temperatura mitjana anual és de 25 °C i les precipitacions mitjanes anuals de més de 2.000 mm a la major part del país. A l'illa de Bioko l'estació de pluges comprèn el període d'abril a octubre, mentre que al continent les pluges són una mica més lleugeres i tenen lloc d'abril a maig i d'octubre a desembre.

### Flora i fauna
Destaquen espècies típiques dels ecosistemes equatorials africans. Entre elles cal esmentar el dril, el mandril, picathartes, goril·la de plana, sitatunges, lleopards, cercopitecoïdeus, ximpanzés, elefants i l'esquirol de Zenker.

## Demografia
Guinea Equatorial té una població de caràcter jove (el 45 % no supera els 15 anys) amb una taxa de natalitat del 42 per mil i una mortaldat del 16 per mil. L'esperança de vida és de 49 anys per als homes i 53 per a les dones. Només el 4 % de la població té més de 65 anys. La taxa d'alfabetització en els adults estava el 1992 en el 52 %, però el 2009 ja havia pujat al 87 %. La majoria del a població viu a les zones rurals. Segons els resultats preliminars del cens oficial del 2015, el país tenia aquell any 1.222.442 habitants (el 2001 en tenia 1.014.999).

### Ensenyament
El país té una universitat, la Universitat Nacional de Guinea Equatorial (UNGE) amb campus a Malabo i una facultat de medicina a Bata. La facultat de medicina de Bata rep el suport sobretot de Cuba.
Al país hi ha diverses organitzacions culturals que s'encarreguen de l'alfabetització i la promoció cultural entre la població.

### Etnografia
És l'únic país castellanoparlant del món amb població majoritàriament negra, i pràcticament tots els habitants tenen noms espanyols.
La població nacional, que representa el 99 % de la població, és essencialment bantu: fang al Riu Muni i bubi a Bioko. Els principals grups ètnics es distribueixen de la següent forma: fang (72 % de la població, a Riu Muni), bubi (15 % a Bioko), fernandins (a Bioko), bisis i ndowé a la costa de la Regió Continental, antiga província de Riu Muni i annobonesos a l'illa d'Annobón, l'únic territori del país a l'hemisferi sud. La minoria predominant d'una altra raça la constitueixen els blancs europeus d'ascendència espanyola. Guinea Equatorial rebé asiàtics i negro-africans d'altres països perquè treballessin a les plantacions de cacau i de cafè.
Després de la independència, milers d'equatoguineans tornaren a Espanya, atès que tots els habitants del país nascuts abans de la independència conservaren la nacionalitat espanyola. Al voltant de 100.000 equatoguineans se n'anaren al Camerun, Gabon i Nigèria a causa de la dictadura de Francisco Macías Nguema. Moltes de les seves comunitats acabaren vivint a Espanya, al Brasil i a molts països hispanoamericans, Estats Units, Portugal i França.

### Llengües
Les llengües oficials o nacionals de Guinea Equatorial són el castellà (96%) i el francès (4%). Des de 2007, per decisió del dictador Teodoro Obiang també el portuguès és llengua cooficial, requisit indispensable per ser membre de la Comunitat de Països de Llengua Portuguesa.
El SIL International ha llistat un total de 14 llengües a Guinea Equatorial:
- Batanga: 9.000 parlants a Guinea Equatorial. També es parla al Camerun.
- Benga: 3.000 parlants a l'illa Corisco i al riu Muni. També es parla a Gabon.
- Bubi: 40.000 parlants a l'illa Biombo i a Fernando Poo
- Fa d'ambu: 2.500 parlants a l'illa d'Annobón. També hi ha comunitats petites que viuen a Malabo, a l'illa de Bioko.
- Fang: 258.722 parlants sobretot al continent. També es parla al Camerun, República del Congo, Gabon i a Sao Tomé i Príncipe.
- Fernando Poo, crioll de l'anglès: 5.000 parlants, al nord de l'illa de Bioko. A prop de Malabo.
- Francès: Sobretot es parla a les ciutats. Actualment és llengua oficial perquè la majoria dels països a l'entorn són francòfons.
- Gyele: 29 parlants a la Guinea Equatorial, a prop de la costa, a la frontera del nord-oest.
- Lengue: 1.000 parlants al sud del país. A prop del riu Benito.
- Ngumba: 8.500 parlants a la zona del riu Muni.
- Ngumbi: 4.000 parlants a la costa del riu Muni.
- Seki: 11.000 parlants a la Guinea Equatorial, a la costa. També es parla a Gabon.
- Castellà equatoguineà: 11.500 parlants, sobretot a l'illa Bioko.
- Yasa: 913 parlants a la zona del riu Muni.

A més a més, també s'hi parlen llengües de Nigèria, Europa i l'Índia.

## Economia
La principal font de riquesa és el petroli i els minerals preciosos que posseeix en abundància. També exporta canya de sucre i cafè.
Com la majoria de països de la regió, pateix greus desigualtats en el repartiment dels ingressos dels recursos naturals. Tot i això, el PIB ha augmentat molt en les darreres dècades, i també l'alfabetització, que arriba a gairebé el 80% de la població.

## Organització políticoadministrativa
Guinea Equatorial està dividida administrativament en set províncies (amb les seves respectives capitals), i aquestes estan dividides en 30 municipis:

Províncies de Guinea Equatorial.

| Província  | Municipis | Capital             | Superfície (km²) | Població (2014) | Densitat (hab/km²) | IDH |
| ---------- | --------- | ------------------- | ---------------- | --------------- | ------------------ | --- |
| Annobón    | 2         | San Antonio de Palé | 17               | 5232            | 307,76             | n/d |
| Bioko Nord | 3         | Malabo              | 776              | 299 836         | 386,38             | n/d |
| Bioko Sud  | 2         | Luba                | 1.241            | 34627           | 27,90              | n/d |
| Centre Sud | 5         | Evinayong           | 9.931            | 141.903         | 14.28              | n/d |
| Kié-Ntem   | 6         | Ebebiyín            | 3.949            | 183.331         | 46,42              | n/d |
| Litoral    | 7         | Bata                | 6.645            | 366.130         | 55,09              | n/d |
| Wele-Nzas  | 7         | Mongomo             | 5.478            | 191.383         | 34,93              | n/d |